# オムニコムグループ
オムニコムグループは、ニューヨークに本社を置く、広告事業やマーケティング事業を行うアメリカ合衆国の企業である。

## 概要
オムニコムグループは、世界100ヶ国以上、5,000社を超えるクライアントに、広告、戦略的メディアバイイング＆プランニング、デジタル＆インタラクティブ、ダイレクト＆プロモーション、パブリック・リレーションズなど、専門的なコミュニケーション・サービスを提供している。
BBDOをはじめ、DDBワールドワイド、TBWAワールドワイド、グッドバイ・シルバースタイン＆パートナーズなどを傘下に持つ。
2013年7月28日、オムニコムグループとパブリシスグループは、合併することで合意したと発表され、世界最大の広告会社が誕生すると見込まれた。しかし、2014年5月8日、合併計画は撤回されたと報じられた。
2024年12月、オムニコムとIPGの合併が公表された。オムニコムCEO、IPG CEOが揃ってブルームバーグに出演した。

## 歴史
- 1986年　BBDOと、ドイル・デーン・バーンバック、ニーダムハーパーの3社が合併し、オムニコム社を設立。
- 1993年　TBWAワールドワイドを傘下に収める。
- 1998年　GGT BDDPを傘下に収める。
- 1999年　Direct Partnersを傘下に収める。
- 2005年　Resolution Mediaを買収。
- 2006年　180アムステルダム社と180LA社の株式の過半数を取得。

## グループ企業
広告とメディア
- 180 Amsterdam（180アムステルダム）
- Annalect（アナレクト）
- Accuen（アキュエン）
- BBDO Worldwide（BBDOワールドワイド）
- DDB Worldwide（DDBワールドワイド）
- Goodby, Silverstein & Partners（グッドバイ・シルバースタイン＆パートナーズ）
- Omnicom Media Group（オムニコム・メディア・グループ）
- Tribal DDB（トライバルDDB）
- TBWA Worldwide（TBWAワールドワイド）
- The Designory（デザイナリー）

### 日本のグループ会社
- I&S BBDO（アイアンドエス・ビービーディオー）
- DDB Japan（ディーディービージャパン）
- TBWA\HAKUHODO（ティービーダブリューエー\ハクホウドウ）
- Interbrand（インターブランド）
- The Designory Japan（デザイナリー・ジャパン株式会社）
- ターギス
- Omnicom Health Group Asia Pacific K.K.（オムニコムヘルスグループアジアパシフィック株式会社）
- Fleishman Hillard Japan（フライシュマン・ヒラード・ジャパン株式会社）
- Bluecurrent Japan（ブルーカレント・ジャパン株式会社）
- VOX Global Japan（ボックスグローバル・ジャパン株式会社）
- EMC株式会社

## 競合企業
- WPP Group（WPPグループ）
- Interpublic Group（インターパブリックグループ）
- Publicis Groupe（ピュブリシス・グループ）
- MDC Partners（MDCパートナーズ）
- Havas Surenes（アヴァス）
- 電通